# Алексеевка (Сайдыпский сельсовет)
Алексеевка — упразднённый посёлок в Солтонском районе Алтайского края. На момент упразднения входил в состав Сайдыпского сельсовета. Исключен из учётных данных в 1982 году.

## География
Располагался в предгорьях Алтая, на реке Учурга (приток Бии), приблизительно в 12 км, по прямой, к еверо-востоку от села Сайдып.

## История
Основан в 1911 году. В 1928 году посёлок Алексеевский состоял из 45 хозяйств. В административном отношении входил в состав Николаевского сельсовета Новиковского района Бийского округа Сибирского края.
Решением Алтайского краевого исполнительного комитета от 30.12.1982 года № 471 посёлок исключен из учётных данных.

## Население
Согласно переписи 1926 года в посёлке проживало 233 человека (108 мужчин и 125 женщин), основное население — русские.